# Željko Kućan
Željko Kućan, hrvaški biokemik, pedagog in akademik, * 24. maj 1934, Zagreb, † 5. januar 2023.
Kućan je bil predavatelj na Naravoslovno-matematični fakulteti v Zagrebu (v letih 1990−1994 je bil tudi dekan); je član Hrvaške akademije znanosti in umetnosti in bivše Jugoslovanske akademije znanosti in umetnosti.